# 에스메랄다 피멘텔
에스메랄다 피멘텔(Esmeralda Pimentel, 1989년 9월 8일 ~ )은 멕시코의 배우이다.